# Cuiabá EC
Cuiabá Esporte Clube – brazylijski klub piłkarski z siedzibą w Cuiabie w stanie Mato Grosso.

## Historia
Cuiabá Esporte Clube został założony 12 grudnia 2001 przez byłego piłkarza Gaúcho. W 2003 roku klub przystąpił do pierwszej ligi stanowej. Już w premierowym sezonie klub wywalczył mistrzostwo stanu. Dzięki triumfowi w 2003 klub zakwalifikował się do rozgrywek Campeonato Brasileiro Série C. W Série C klub odpadł w drugiej fazie rozgrywek. W 2004 klub ponownie wygrał ligę stanowa. W Série C Cuiabá ponownie odpadł w drugiej fazie rozgrywek. W 2006 wobec problemów finansowych Cuiabá zamknęła sekcje piłki nożnej.
W 2009 reaktywowano drużynę piłkarską. Cuiabá wystartowała w drugiej lidze stanowej i zajęła 2. miejsce, dzięki czemu awansowała do pierwszej ligi. W 2010 klub zdobył Copa Governador do Mato Grosso. W 2011 klub po raz trzeci zdobył mistrzostwo stanu. Dzięki triumfowi klub po raz zakwalifikował się do rozgrywek Campeonato Brasileiro Série D. W Série D klub dotarł do półfinału, zajmując ostatecznie 3. miejsce. Dzięki zajęciu 3. miejsca klub awansował do Série C.
W 2014 klub opuścił swój stadion Verdão i przeniósł się na Arenę Pantanal, którą zbudowano na Mistrzostwa Świata w Piłce Nożnej 2014. W 2018 awansowali do Série B, a w następnym sezonie do Série A.

## Sukcesy
- Copa Verde (2): 2015, 2019
- Campeonato Matogrossense (10): 2003, 2004, 2011, 2013, 2014, 2015, 2017, 2018, 2019, 2021
- Copa FMF (2): 2010, 2016